# Station Sagehorn
Station Sagehorn (Bahnhof Sagehorn) is een spoorwegstation in het Duitse dorpje Sagehorn, gemeente Oyten, in de deelstaat Nedersaksen. Het station ligt aan de spoorlijn Wanne-Eickel - Hamburg. Daarnaast begint hier een lijn voor goederenvervoer, die om Bremen heen loopt, naar Dreye (gemeente Weyhe), zodat deze goederentreinen niet door Bremen heen hoeven. Zie: Spoorlijn aansluiting Gabelung - Sagehorn. Op het station stoppen alleen treinen van metronom. In december 2021 is het station vernieuwd en 800 meter in westelijke richting verplaatst. 
Het station telt twee perronsporen, waarvan een eilandperron.
Station Sagehorn wordt verder bediend door een -niet zeer frequent rijdende- belbus Ottersberg - Fischerhude - Station Sagehorn - Sagehorn-dorp - Oyten v.v.

## Treinverbindingen
De volgende treinserie doet station Sagehorn aan:
| Serie | Treinsoort              | Route | Bijzonderheden |
| ----- | ----------------------- | --- | -------------- |
| RB 41 | Regionalbahn (metronom) | Hamburg Hbf – Hamburg-Harburg – Buchholz (Nordheide) – Tostedt – Rotenburg (Wümme) – Sagehorn – Bremen Hbf |                |